# Rudolphskirchen
Rudolphskirchen (auch Rudolfskirchen) ist ein Ortsteil der im rheinland-pfälzischen Donnersbergkreis gelegenen Ortsgemeinde Rathskirchen. Bis 1969 war er eine selbständige Gemeinde.

## Lage
Der Ort liegt im Nordpfälzer Bergland unmittelbar nordwestlich des Kernorts Rathskirchen. Durch das Siedlungsgebiet fließt der Nußbach. In diesen mündet am südöstlichen Siedlungsrand der Authenbach, der zuvor von links den Hahnenbach aufnimmt.

## Geschichte
Rudolphskirchen gehörte bis Ende des 18. Jahrhunderts zur reichsunmittelbaren Herrschaft Reipoltskirchen, die zuletzt gemeinschaftlicher Besitz der Fürsten von Isenburg-Büdingen und der Grafen von Hillesheim war. Zeitweise hieß der Ort Rutterskirchen und Rudelskirchen. Das Kloster Otterberg war im Ort begütert.
Von 1798 bis 1814, als die Pfalz Teil der Französischen Republik (bis 1804) und anschließend Teil des Napoleonischen Kaiserreichs war, war der Ort in den Kanton Wolfstein eingegliedert. 1815 gehörte der Ort zunächst zu Österreich. Nach dem Wiener Kongress wurde er ein Jahr später dem Bayern zugeschlagen. Von 1818 bis 1862 gehörte Rudolfskirchen – so die damalige Schreibweise – weiterhin dem Kanton Wolfstein an und war Bestandteil des Landkommissariat Kusel, das anschließend in ein Bezirksamt umgewandelt wurde.
1928 hatte Rudolphskirchen 113 Einwohner, die in 26 Wohngebäuden lebten. Die Protestanten gehörten seinerzeit zur Pfarrei von Rathskirchen, die Katholiken zu derjenigen von Reipoltskirchen. Ab 1939 war der Ort Bestandteil des Landkreises Kusel. Nach dem Zweiten Weltkrieg wurde Rudolphskirchen innerhalb der französischen Besatzungszone Teil des damals neu gebildeten Landes Rheinland-Pfalz. Im Zuge der ersten rheinland-pfälzischen Verwaltungsreform wurde die bis dahin eigenständige Gemeinde Rudolphskirchen (damals 80 Einwohner) am 7. Juni 1969 aufgelöst und aus ihr zusammen mit der ebenfalls aufgelösten Nachbargemeinde Rathskirchen (178 Einwohner) die heutige Ortsgemeinde Rathskirchen neu gebildet. Am 16. März 1974 wechselte der Ort in den fünf Jahre zuvor neu geschaffenen Donnersbergkreis.

## Kultur

### Denkmäler
Mit einem Grabmal, zwei Hofanlagen, einem Türgewände und der protestantischen Kirche – alle in der örtlichen Kirchenstraße befindlich – existieren vor Ort insgesamt fünf Objekte, die unter Denkmalschutz stehen.

### Medien
Rudolphskirchen war Drehort der Folge Tod im Häcksler aus der Fernsehkrimireihe Tatort, nach deren Ausstrahlung es 1991 zu Protesten gegen die provinzielle Darstellung der Pfalz im Film kam.

## Infrastruktur
Durch Rudolphskirchen verläuft die Landesstraße 386, die den Ort unter anderem mit Rockenhausen und Kirchheimbolanden verbindet.

## Persönlichkeiten
- Philipp Heinrich Hellermann (1728–1806), Baumeister, ließ 1767 die örtliche protestantische Kirche errichten